# La bella y la bestia (canción)
La bella y la bestia es una canción del rapero Porta y Norykko, con producción de parte de Santaflow. Es la segunda canción del álbum Trastorno bipolar.
La canción aborda la violencia de género, contando una historia cotidiana y normal, de un matrimonio donde la mujer sufre violencia física y moral por parte de su marido: un tipo posesivo y alcohólico.

## Letra
Se desarrolla por versos de Porta donde narra la historia del matrimonio y las expresiones de La bestia, mientras que Norykko aporta con los sentimientos del sufrimiento de Bella.
Fragmento de Porta:

Ella era bella, frágil como una rosa. Él era una bestia, esclavo de sus impulsos.

[...] Lágrimas caían, tras un empujón y el primer puñetazo.
Te conformas con un perdón y un simple abrazo.
No quieres darle importancia porque no quieres perderlo, pero sientes impotencia y a la vez pánico y miedo.

No puedes creerlo todavía, después de tantos años: «Si te preguntan, dile qué te has caído en el baño».

Fragmento de Norykko:

Hay tantas cicatrices, ya no puedo más. Me duelen las entrañas de tanto sangrar...

No existe un maquillaje que pueda tapar, este moretón que es mi corazón.
Ya no se cuánto más tiempo podré aguantar: ya no me quedan lágrimas para llorar!
Este cuento, no es eterno. Debo salir, ponerle un fin.

¡Ser más fuerte que esa bestia, debo salir! ¡Quiero vivir, quiero vivir!

## Actuaciones
Esta canción ha sido interpretada por Norykko en las ediciones del Viva de los años 21 y 22, como reclamo contra la violencia.